# 13 (Denzel Curry)
13 è il secondo EP del rapper statunitense Denzel Curry, pubblicato il 26 giugno 2017 dalle etichette discografiche PH Recordings e Loma Vista Recordings.
L'EP fa da preludio al terzo album in studio di Curry, Ta13oo, pubblicato nel luglio 2018.

## Antefatti
In un'intervista Curry ha dichiarato il significato dietro al titolo ed il tema portante dell'EP tramite la seguente dichiarazione:
Sono considerato sfortunato per il fatto che non sono solo una persona di colore, ma ho sempre sentito che il mio cuore e la mia anima fossero neri a causa di determinate circostanze della vita che non ho ancora superato e per cui non bisogna essere per forza afroamericani per viverle. 13 è in ognuno di noi, ad esempio: i 13 anni sono un'età molto difficile per la maggior parte delle persone perché segna uno spartiacque tra l'infanzia e l'inizio dell'età adulta; Gesù ed i 12 apostoli fanno 13; il 13° piano viene sempre visto come qualcosa da temere, in tutto il mondo. Insomma, 13 è una parte di una sfortunata e distorta vita.»
In un'intervista per XXL, Curry ha spiegato il rilascio senza preavviso dell'EP tramite la seguente dichiarazione:

## Singoli
L'EP è stato supportato da tre singoli promozionali: Equalizer, in collaborazione col rapper Ronny J; Hate Government e Zeltron 6 Billion, in collaborazione con Lil Ugly Mane.

## Tracce
Crediti adattati dal libretto del CD. 

Testi di Denzel Curry, eccetto dove indicato.
1. Bloodshed – 3:21 (musica: Eric Dingus)
2. Hate Government – 1:35 (musica: Finak N Zac)
3. Equalizer (feat. Ronny J) – 2:49 (testo: Curry, Ronald Spencer, Jr. – musica: Ronny J)
4. Heartless – 2:20 (musica: Vae Cortez)
5. Zeltron 6 Billion (feat. Lil Ugly Mane) – 3:09 (testo: Curry, Travis Miller – musica: Finak N Zac, Mickey de Grand IV)

## Formazione
Crediti adattati dal libretto del CD.
- Nate Burgess – registrazione, missaggio